# Södermanlands runinskrifter 149
Södermanlands runinskrifter 149 är en vikingatida runsten av gråsten i Kungberga, Runtuna socken och Nyköpings kommun. Stenen är placerad vid Runtuna kyrka.

## Inskriften
Translitterering av runraden:
§A anutr : auk · kyla · þau · letu · kia[ra ·· bro · efti]ʀ · kunnr · sun · sin hialbi · kristr · has · ant 
§B ayintr ' kiarþi ' bor
Normalisering till runsvenska:
§A Anundr ok Gylla þau letu giæra bro æftiʀ Gunnar, sun sinn. Hialpi Kristr hans and. 
§B Øyindr/Øyvindr giærði bro.
Översättning till nusvenska:
Anund och Gylla de läto göra bro efter Gunnar, sin son. Hjälpe Krist hans ande. Öjvind gjorde bron.